# أوسكار يوهانسون (لاعب هوكي جليد)
أوسكار يوهانسون (بالسويدية: Oscar Johansson)‏ هو لاعب هوكي جليد سويدي، ولد في 11 مايو 1988 في Karlshamn ‏ في السويد.

## وصلات خارجية
- أوسكار يوهانسون على موقع EliteProspects.com (الإنجليزية)
- أوسكار يوهانسون على موقع HockeyDB.com (الإنجليزية)